# Rezerwat przyrody Perzowa Góra
Rezerwat przyrody Perzowa Góra – rezerwat przyrody nieożywionej w gminie Strawczyn, w powiecie kieleckim, w województwie świętokrzyskim. Leży w granicach Suchedniowsko-Oblęgorskiego Parku Krajobrazowego, w bezpośrednim sąsiedztwie zabudowań wsi Hucisko. Obejmuje szczytową partię Góry Perzowej (395 m n.p.m.) oraz znaczne fragmenty jej zboczy.

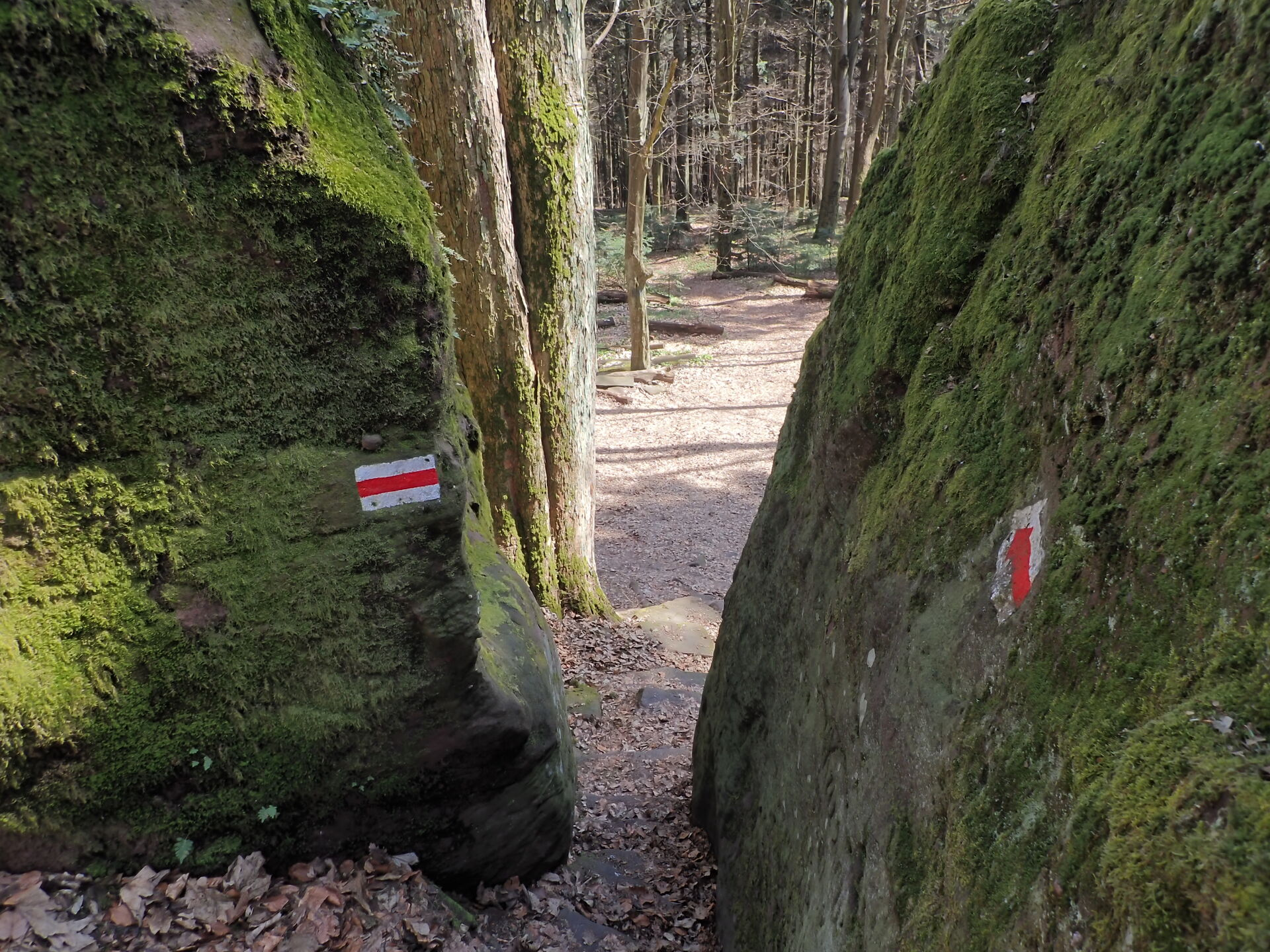

- Powierzchnia: 33,10 ha[1] (akt powołujący podawał 33,08 ha[4])
- Rok utworzenia: 1995
- Dokument powołujący: Zarządz. MOŚZNiL z 27.06.1995, MP. 33/1995, poz. 399[4]
- Numer ewidencyjny WPK: 056
- Charakter rezerwatu: częściowy
- Przedmiot ochrony: odsłonięcie piaskowców triasowych oraz wielogatunkowy drzewostan z fragmentem żyznej buczyny[4]

W rezerwacie występują zbiorowiska leśne z prawnie chronionymi i rzadkimi gatunkami roślin: lilia złotogłów (Lilium martagon), konwalia majowa (Convallaria majalis), czosnek niedźwiedzi (Allium ursinum), paprotka zwyczajna (Polypodium vulgare), kokorycz pełna (Corydalis solida) i inne.
W szczytowej części wzniesienia znajduje się jaskinia szczelinowa (Grota Świętej Rozalii) z kaplicą św. Rozalii, z którą wiążą się tradycje kulturowe.

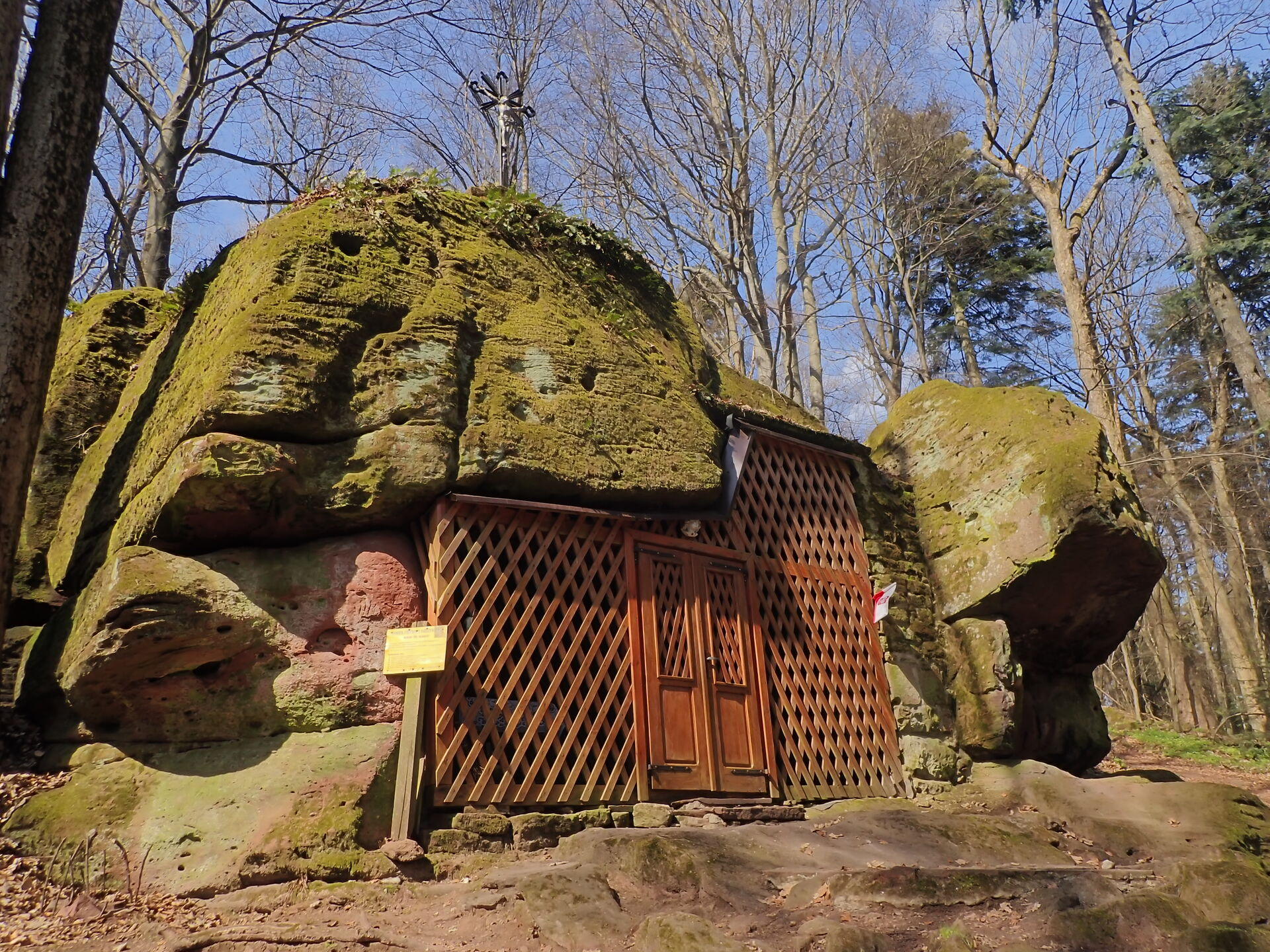

Przez rezerwat przechodzi  Główny Szlak Świętokrzyski im. Edmunda Massalskiego z Gołoszyc do Kuźniaków.